# San Francisco Film Critics Circle
La San Francisco Film Critics Circle (SFFCC) est une association américaine de critiques de cinéma, basée à San Francisco (Californie), aux États-Unis et fondée en 2002.
Elle remet chaque année les San Francisco Film Critics Circle Awards (SFFCC Awards), qui récompensent les meilleurs films de l'année.

## Catégories de récompense
- Meilleur film
- Meilleur réalisateur
- Meilleur acteur
- Meilleure actrice
- Meilleur acteur dans un second rôle
- Meilleure actrice dans un second rôle
- Meilleur scénario original
- Meilleur scénario adapté
- Meilleure photographie
- Meilleur montage de film
- Meilleur film en langue étrangère
- Meilleur film d'animation
- Meilleur film documentaire

- Marlon Riggs Award
- Special Citation